# Triumfetta glechomoides
Triumfetta glechomoides är en malvaväxtart som beskrevs av Friedrich Welwitsch och Maxwell Tylden Masters. Triumfetta glechomoides ingår i släktet triumfettor, och familjen malvaväxter. Inga underarter finns listade i Catalogue of Life.